# Cylindera kualatahanensis
Cylindera kualatahanensis is een keversoort uit de familie van de loopkevers (Carabidae). De wetenschappelijke naam van de soort is voor het eerst geldig gepubliceerd in 2002 door Matalin & Cassola.